# Droste
Droste es el nombre de una marca registrada de productores de chocolate de los Países Bajos, el único que tiene todo el proceso de producción bajo control propio. Sus chocolatinas en su típico envase octogonal se venden en más de 70 países.

## Historia
En 1863 Gerardus Johannes Droste fundó en Haarlem, Holanda Septentrional, una panadería y pastelería, donde también vendía sus pastillas de chocolate.
El 2 de agosto de 1890 se inauguró, a orillas del río Spaarne, en Haarlem, su fábrica de chocolates, para que de esta manera las materias primas pudieran ser descargadas a pie de fábrica desde los barcos.
Alrededor de 1900 apareció el embalaje típico de estas pastillas. Entre 1964 y 1977 se incluyó en el nombre de la empresa el predicado Koninklijke, que significa "Real", predicado que desapareció cuando en 1977 la empresa fue comprada por una compañía estadounidense. Los años 1970 también fueron años malos en cuanto a ventas.
En 1986 la producción se trasladó al pueblo de Vaassen, en la provincia de Güeldres, Países Bajos.
- Datos: Q2119009
- Multimedia: Droste / Q2119009